# Duchcov (železniční zastávka)
Duchcov je železniční zastávka ve stejnojmenném městě v okrese Teplice, která byla vybudována v druhé polovině šedesátých letech 20. století v souvislosti s přeložkou tratě podnícenou rozšířením hnědouhelného lomu Bílina. Odbavovací budova od Jiřího Hyliše je dobře dochovaná ve své historické podobě a jako pozoruhodný příklad bruselského stylu je památkově chráněna.

## Historie

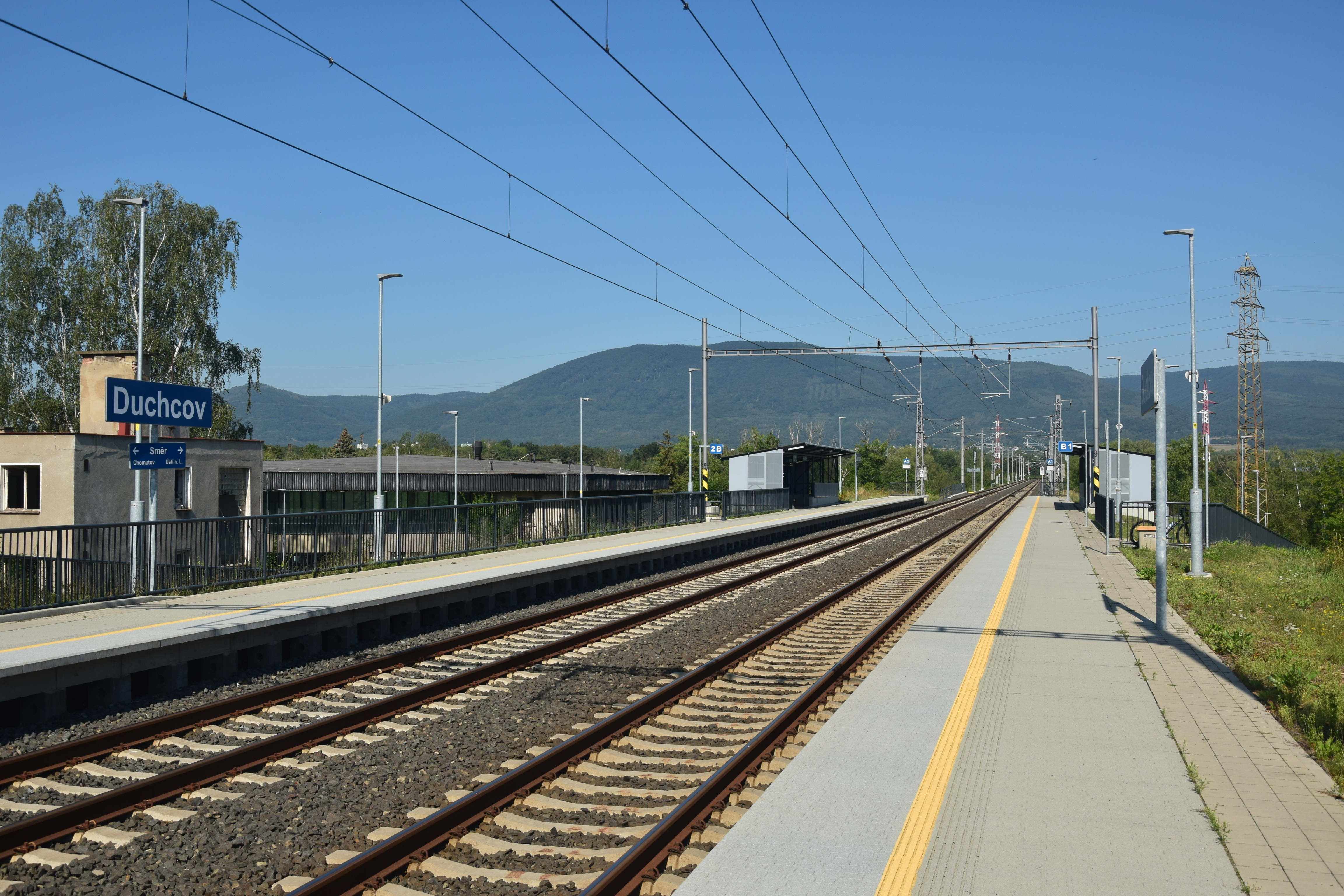
Nástupiště po modernizaci

Počátkem šedesátých let probíhala z důvodu postupující důlní činnosti (rozšiřování povrchových dolů) příprava a výstavba řady přeložek tratí v regionu. Původní trať přes Duchcov byla zrušena (ukončena v místě starého nádraží, které však nadále sloužilo pouze nákladní dopravě) a bylo tedy rozhodnuto o výstavbě nového osobního nádraží pro Duchcov v poloze přibližně 1,5 km severně od centra města u silnice k nedaleké obci Lahošť. Nádražní budova byla uvedena do provozu v roce 1969, s přibližně ročním zpožděním po zprovoznění přeložky tratě. Finální dokončení všech stavebních prací trvalo až do roku 1972.

### Odbavovací budova
Návrh vznikal od roku 1962 ve Státním ústavu dopravního projektování (SÚDOP) pod vedením architekta Jiřího Hyliše. Spoluzodpovědným za projekt byl významný český architekt Jaroslav Otruba. Prvotní, výrazně rozsáhlejší, návrh byl v průběhu projekčních prací výrazně redukován.

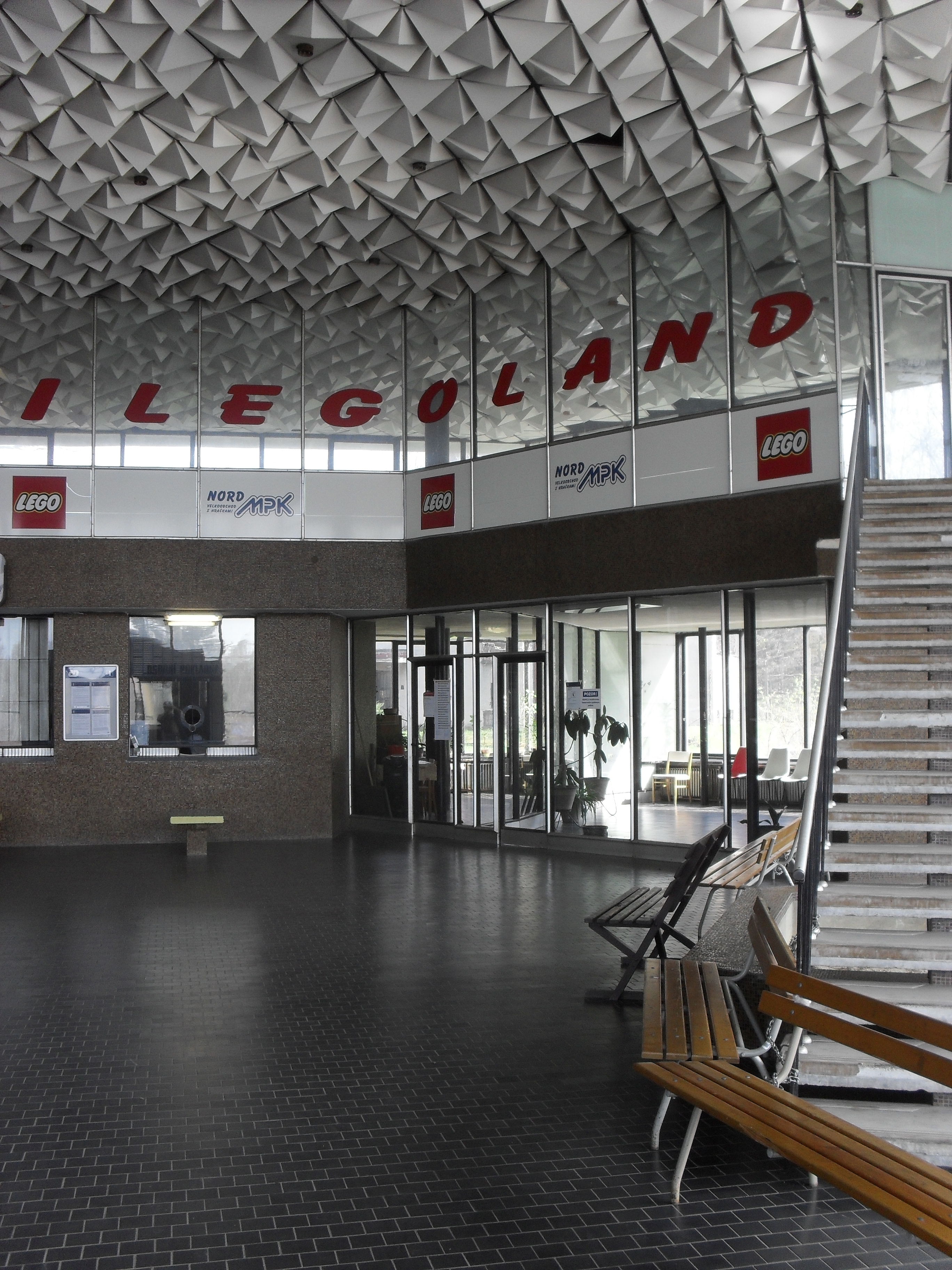
Interiér nádraží s kazetovým podhledem

Přednádražní prostor je tvořen komunikační dopravní smyčkou. Odbavovací budova má půdorysní tvar pravidelného šestiúhelníku s lehkým obvodovým nenosným pláštěm. Střecha s výrazným přesahem je vynesena na subtilních sloupech. Odvodnění střechy je vyřešeno masivním betonovým chrličem odvedeným do bazénku u jihozápadní strany objektu. Větší část dispozice vnitřního prostoru tvoří převýšená prosklená nádražní hala, ze které je přímo přístupný podchod k nástupištím. V severní a západní části objektu je vnitřní prostor rozdělen vloženým patrem a nacházejí se zde pokladny a další obslužné prostory. V druhém podlaží je situován provoz nádražní restaurace, do kterého je možné vystoupat velkorysým centrálním schodištěm.
Strop odbavovací haly je působivě plasticky tvarován kazetami ve tvaru obrácených trojbokých jehlanů s rozličnou výškou a s rozličným úhlem vyklonění vrcholů. Členění prosklené stěny je formováno záměrným narušením mřížky v horizontálním směru. Budova je obložena pískovcem, v interiéru se na zdech výrazně uplatňuje skleněná mozaika.

### Umělecká díla

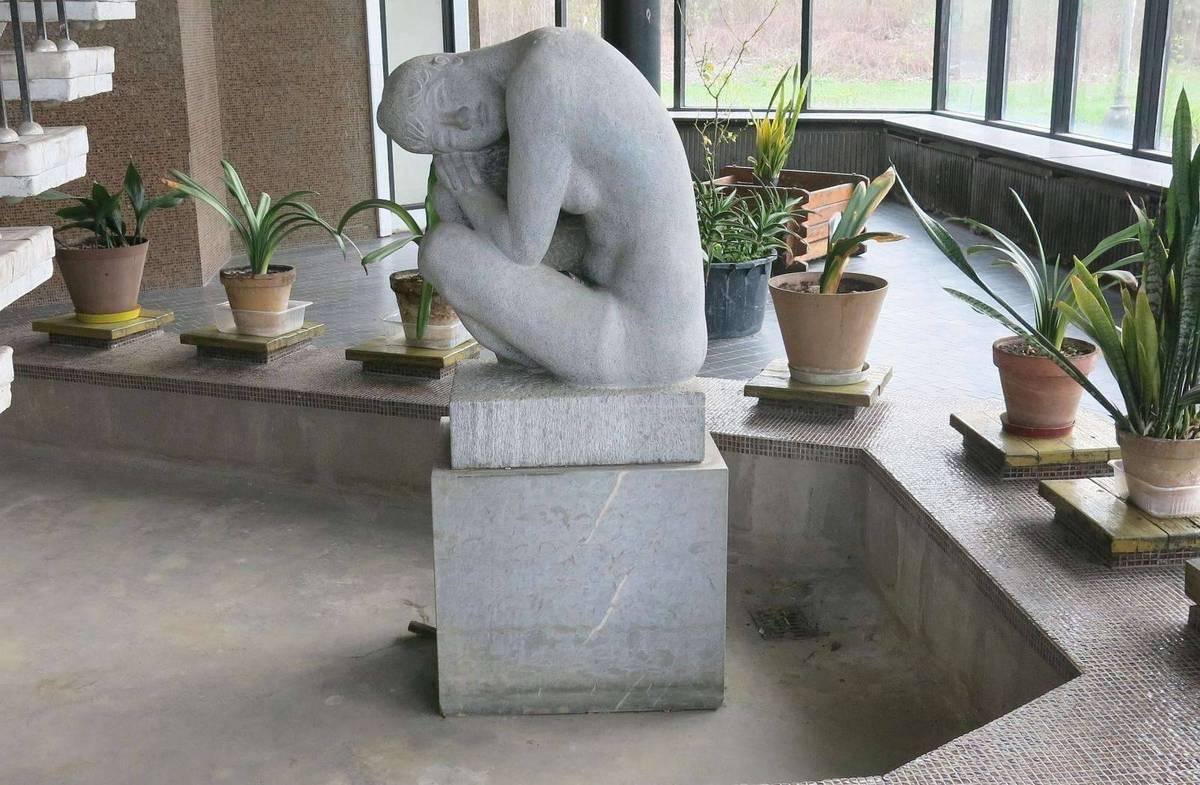
Socha Opřená od Julia Lankáše

U centrálního schodiště v ploše květinového bazénku je umístěna socha „Opřená“ od Julia Lankáše.